# Florian Hempel
Thomas Florian Hempel (* 10. April 1990 in Dessau) ist ein deutscher Dartspieler und ehemaliger Handballtorwart.
Hempel ist Wahl-Kölner und läuft seit 2021 bei Wettbewerben mit dem Song Kölsche Jung der Kölner Band Brings ein.

## Karriere
Florian Hempel war bis 2009 für die SG Kühnau als Handballtorwart aktiv und schloss sich daraufhin dem Dessau-Roßlauer HV an. In der Saison 2010/11 gab er sein Debüt in der 2. Handball-Bundesliga und hatte 2012/13 zwei weitere Einsätze in der 3. Liga für den gleichen Verein. In der Saison 2015/16 war Hempel für die zweite Mannschaft des Longericher Sport Clubs in der Oberliga aktiv.
2017 wechselte er zum Dartsport. Er versuchte sich auf der European Darts Tour 2018 an mehreren Host Nation Qualifier-Turnieren, scheiterte jedoch zweimal knapp im Finale an Robert Marijanović und an Gabriel Clemens. 2019 verlief erfolgreicher für Hempel, so qualifizierte er sich auf der European Darts Tour 2019 für das European Darts Matchplay 2019 und das Dutch Darts Masters 2019. Außerdem gewann Hempel im März 2019 das erste Dartturnier des BSHV Jüchen. Zudem nahm er am World Masters 2019 der BDO teil. Beim Dutch Darts Masters besiegte er in der ersten Runde Ryan Harrington mit einem Whitewash, jedoch unterlag er in Runde zwei gegen den Australier Simon Whitlock mit 3:6. Wenig später wurde Hempel Deutscher Meister im Mixed mit Irina Armstrong.
Im Februar 2021 sicherte er sich am dritten Tag der PDC Qualifying School in Niedernhausen eine Tourkarte für die PDC Pro Tour. Dadurch war er zunächst auch für die UK Open 2021 qualifiziert, zog dort jedoch seine Teilnahme aus familiären Gründen zurück.
Bei der Super League Darts 2021, für die Hempel als Tour-Card-Inhaber eine Wildcard erhielt, zog er ins Finale ein, in dem er jedoch nach verpassten Matchdarts Martin Schindler 10:11 unterlag.
Im Jahr 2021 qualifizierte er sich durch zwei Zweitrundeneinzüge bei der European Darts Tour 2021 für die European Darts Championship 2021 und damit für sein erstes PDC-Major-Turnier. Dabei bezwang er in Runde 1 den Titelverteidiger Peter Wright und schied erst im Achtelfinale gegen Mensur Suljović mit 9:10 aus.
Noch im selben Monat erreichte Hempel beim Players Championship 27 erstmals ein PDC-Halbfinale; auf dem Weg schlug er unter anderem Adrian Lewis und Nathan Aspinall jeweils mit 6:5. Durch seine guten Leistungen gelang Hempel die Qualifikation für die PDC World Darts Championship 2022 über die PDC Pro Tour Order of Merit.
In der ersten Runde der PDC World Darts Championship 2022 kam es zur Neuauflage des Finals der Super League gegen Martin Schindler, welchen er mit 3:0 in Sätzen besiegte. In der 2. Runde musste er gegen den an 5 gesetzten Dimitri Van den Bergh spielen und siegte überraschend mit 3:1 in Sätzen. In der 3. Runde musste er sich allerdings Raymond Smith mit 1:4 geschlagen geben und verpasste somit den Einzug in das Achtelfinale. Damit schaffte Hempel es innerhalb des ersten Jahres in die Top 64 der Order of Merit.
Am 11. November 2022 gewann Hempel dann die Super League Darts 2022 durch einen 10:8-Finalerfolg über Niko Springer und qualifizierte sich damit erneut für die PDC World Darts Championship in London. Dort gelang ihm in der ersten Runde ein Sieg mit 3:2 gegen Keegan Brown. In der zweiten Runde unterlag er jedoch dem auf Rang 5 gesetzten Luke Humphries mit 2:3. 
Am 27. November 2023 konnte er sich über den "Tour Card Holder Qualifier", die letzte Qualifikationsmöglichkeit vor dem Turnier, zum dritten Mal in Folge für die PDC World Darts Championship qualifizieren.
Bei der PDC World Darts Championship 2024 spielte er in Runde eins gegen den Iren Dylan Slevin, den er mit 3:1 besiegen konnte. In der zweiten Runde traf er, wie bereits 2022, auf den an Weltranglistenposition 15 gesetzten Dimitri Van den Bergh. Erneut konnte er den Belgier schlagen, indem er einen 0:2-Satzrückstand noch in einen 3:2-Sieg drehen konnte. Mit diesem Erfolg standen erstmals vier deutsche Spieler in der dritten Runde einer Weltmeisterschaft. Im Drittrundenspiel unterlag er Stephen Bunting mit 0:4.
Am 4. August 2024 spielte er beim Players Championship 23 gegen Jeffrey Sparidaans einen Neundarter. Dabei handelte es sich um den 500. Neundarter in der Geschichte der PDC.

## Weltmeisterschaftsresultate

### PDC
- 2022: 3. Runde (1:4-Niederlage gegen  Raymond Smith)
- 2023: 2. Runde (2:3-Niederlage gegen  Luke Humphries)
- 2024: 3. Runde (0:4-Niederlage gegen  Stephen Bunting)
- 2025: 2. Runde (2:3-Niederlage gegen  Daryl Gurney)

## Turnierergebnisse
| Turnier                     | 2021               | 2022               | 2023               | 2024               | 2025 |
| --------------------------- | ------------------ | ------------------ | ------------------ | ------------------ | ---- |
| PDC-Ranking-Turniere        |                    |                    |                    |                    |      |
| Weltmeisterschaft           | n/q                | 3R                 | 2R                 | 3R                 | 2R   |
| World Masters               | nicht ausgetragen  | nicht ausgetragen  | nicht ausgetragen  | nicht ausgetragen  | 1R   |
| UK Open                     | n/t                | 4R                 | 4R                 | 4R                 | 3R   |
| European Championship       | AF                 | nicht qualifiziert | nicht qualifiziert | nicht qualifiziert |      |
| Players Championship Finals | nicht qualifiziert | nicht qualifiziert | nicht qualifiziert | 2R                 |      |
| Karrierestatistiken         |                    |                    |                    |                    |      |
| Jahresendplatzierung        | 87                 | 60                 | 59                 | 53                 |      |

| Legende zu den Turnierergebnissen | Legende zu den Turnierergebnissen | Legende zu den Turnierergebnissen | Legende zu den Turnierergebnissen | Legende zu den Turnierergebnissen | Legende zu den Turnierergebnissen | Legende zu den Turnierergebnissen | Legende zu den Turnierergebnissen | Legende zu den Turnierergebnissen | Legende zu den Turnierergebnissen |
| --------------------------------- | --------------------------------- | --------------------------------- | --------------------------------- | --------------------------------- | --------------------------------- | --------------------------------- | --------------------------------- | --------------------------------- | --------------------------------- |
| n/t                               | nicht teilgenommen                | n/q                               | nicht qualifiziert                | n/a                               | nicht ausgetragen                 | #R                                | Aus in jeweiliger Runde           | GP                                | Aus in der Gruppenphase           |
| AF                                | Achtelfinalist                    | VF                                | Viertelfinalist                   | HF                                | Halbfinalist                      | F                                 | Turnierfinalist                   | S                                 | Turniersieger                     |